# Mậu Nam
Mậu Nam (chữ Hán giản thể: 茂南区, âm Hán Việt: Mậu Nam khu) là một quận thuộc địa cấp thị Mậu Danh, tỉnh Quảng Đông, Cộng hòa Nhân dân Trung Hoa. Quận Mậu Nam có diện tích 507 km², dân số 730.000 người. Mã số bưu chính của Mậu Nam là 525011. Quận này được chia thành các đơn vị hành chính gồm 7 nhai đạo, 8 trấn.
- Nhai đạo biện sự xứ: Hồng Kỳ, Hà Tây, Hà Đông, Tân Hoa, Quan Độ, Trạm Tiền, Lộ Thiên Khoáng.
- Trấn: Kim Đường, Sơn Các, Cao Sơn, Mê Hoa, Tân Pha, Ngao Đầu, Trấn Thịnh, Công Quán.